# Hollins (Wirginia)
Hollins – jednostka osadnicza w Stanach Zjednoczonych, w stanie Wirginia, w hrabstwie Roanoke.